# Templo Mayor

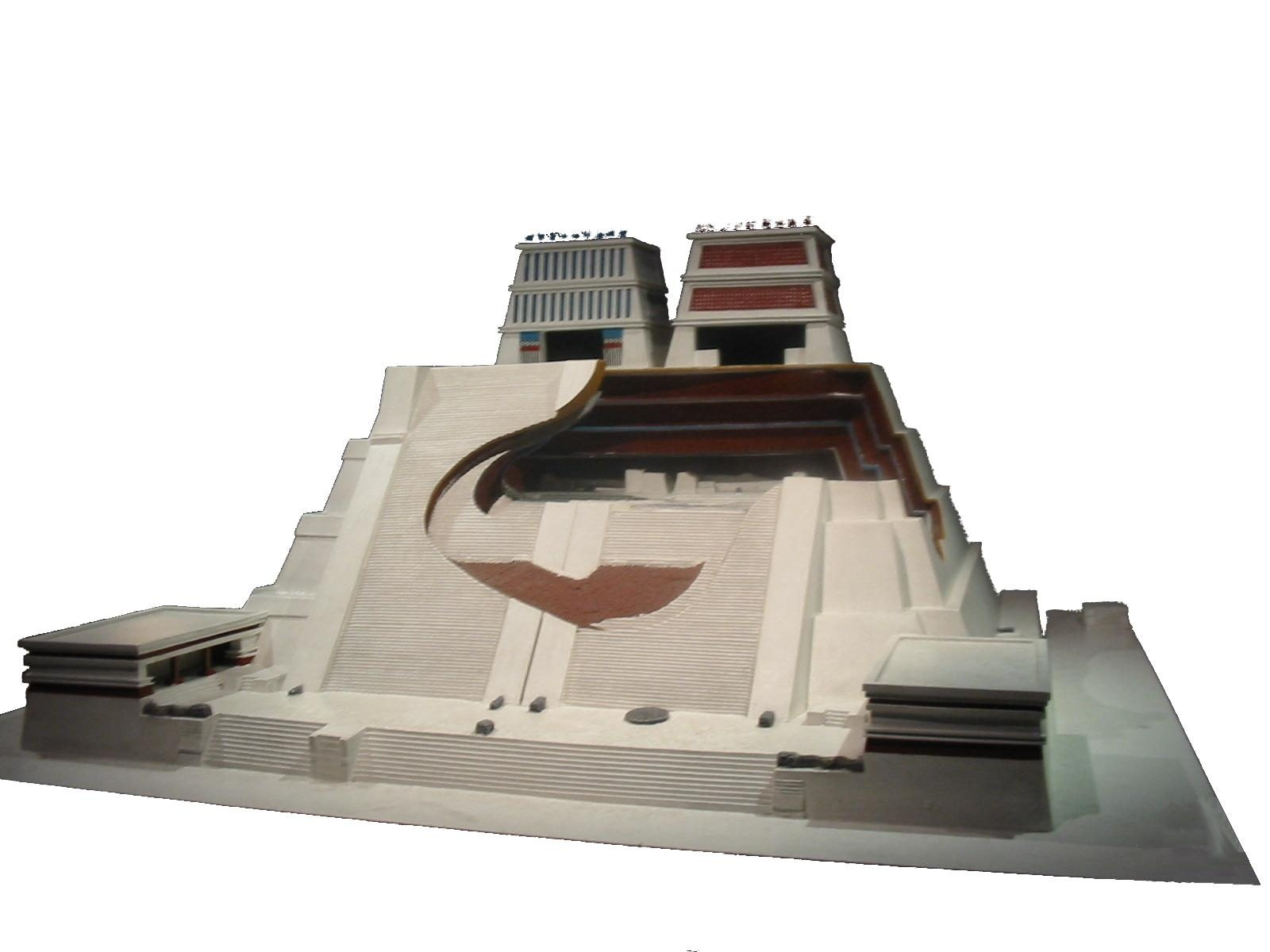
Modell des Tempels mit Ausschnitt der verschiedenen Baustufen

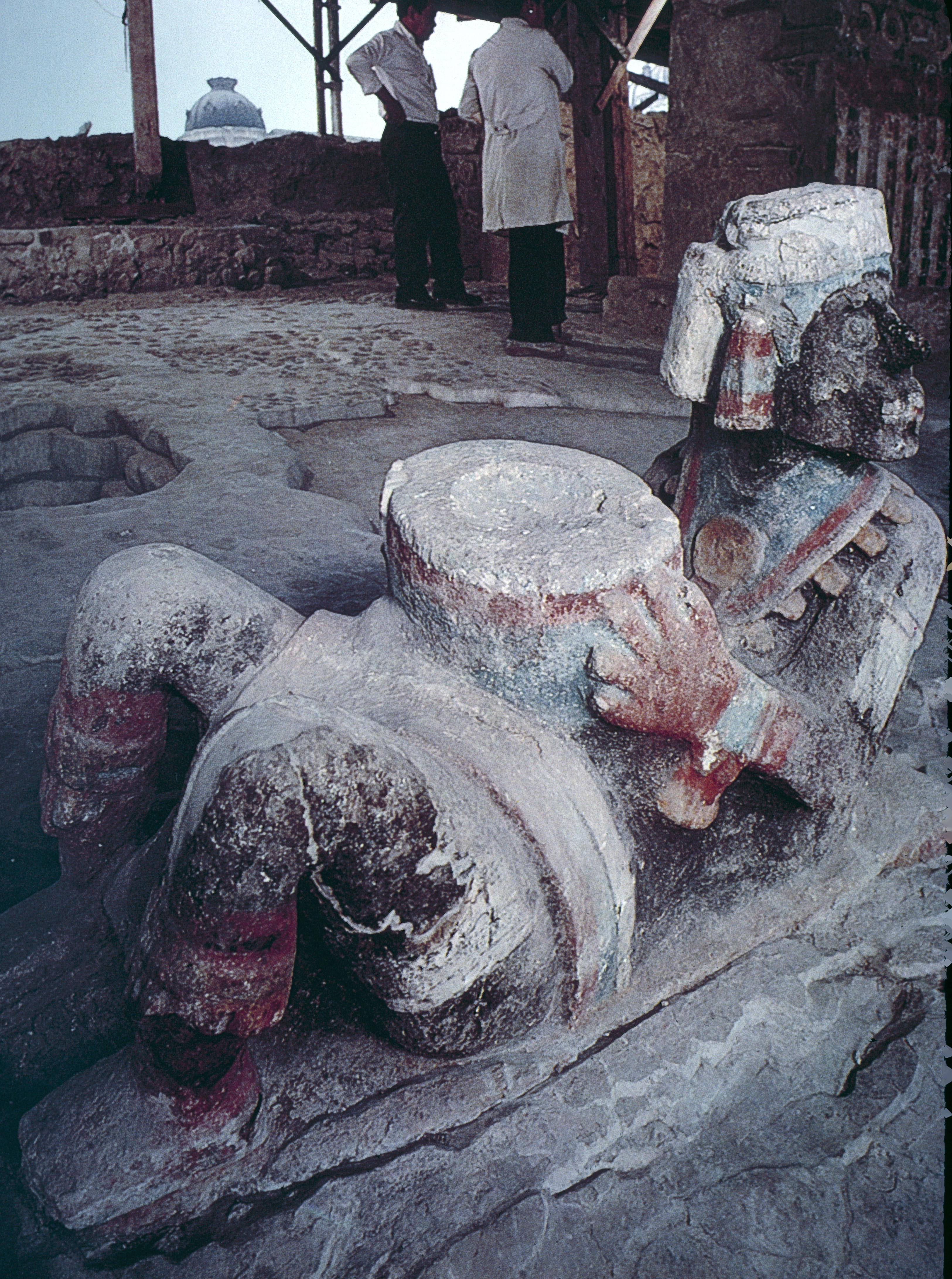
Chak-Mo'ol-Figur im Huitzilopochtli-Tempel, Phase 2, während der Ausgrabungen

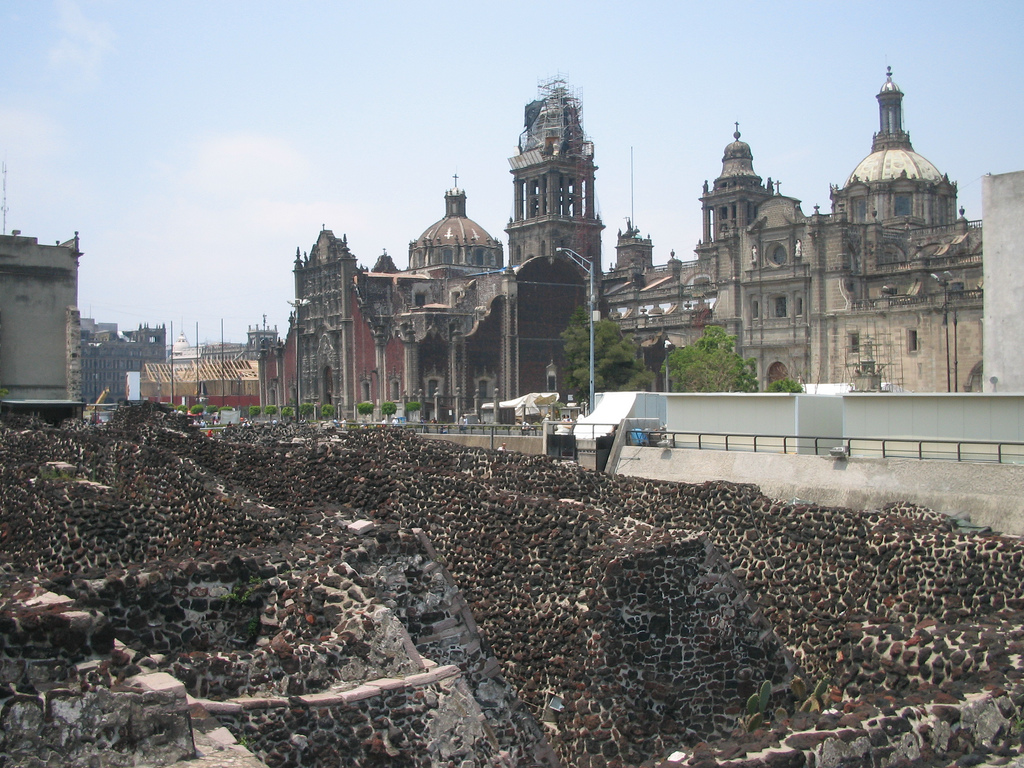
Ausgegrabene Reste des großen Tempels mit Kathedrale im Hintergrund (Zustand 2008)

Der Templo Mayor (span.) bzw. Huēy Teōcalli (nahuatl, „Großer Tempel“; auch Große Pyramide von Tenochtitlán) war der wichtigste und größte Tempel der aztekischen Hauptstadt Tenochtitlán, des heutigen Mexiko-Stadt.

## Aufbau
Der im heiligen Bezirk der Stadt gelegene Tempel besaß eine Höhe von rund 60 Metern. Auf seiner Spitze trug er zwei Schreine, die den Göttern Huitzilopochtli und Tlaloc geweiht waren. Zahlreiche kleinere Plattformen und Bauten, die mit dem Tempel verbunden waren, bildeten mit ihm zusammen einen geschlossenen Gebäudekomplex. Eine der zum Tempel hinführenden Plattformen wurde mit einem Stuckrelief geschmückt, das ein Tzompantli darstellte, also eine Art Gestell aus menschlichen Schädeln.

## Geschichte
Der Templo Mayor wurde mehrmals vergrößert, im Jahre 1487 zum letzten Mal vor seiner Zerstörung. Anlässlich der viertägigen Feierlichkeiten seiner erneuten Weihung wurden vermutlich mehrere tausend Menschen geopfert.
Während der spanischen Eroberung Mexikos töteten die Spanier im Hof des Tempels zwischen sechshundert und acht- bis zehntausend Menschen, unter ihnen hauptsächlich unbewaffnete Adelige und Priester, die sich dort zu einer Prozession versammelt hatten. Nach der Eroberung selbst wurde der Tempel 1521 von den Spaniern zerstört.

## Erforschung
Trotz der fast völligen Zerstörung konnte das Team des mexikanischen Archäologen Eduardo Matos Moctezuma 1978 einen vierstufigen Unterbau des Tempels freilegen. Matos schreibt dem Tempel dabei aufgrund der entdeckten Reliefs und Plastiken nicht nur religiöse, sondern auch politische Bedeutung zu.